# Dusona auriculator
Dusona auriculator là một loài tò vò trong họ Ichneumonidae.